# Louis-Joseph Le Poittevin de La Croix-Vaubois
Louis-Joseph de la Croix-Vaubois (1815-1889) est un général de division français, grand-croix de la Légion d'honneur, ayant pris part à la conquête de l'Algérie entre la monarchie de Juillet et la Troisième République. Pendant la guerre de 1870, il commande une brigade de grenadiers de la Garde impériale de Napoléon III.

## Biographie
Louis-Joseph Le Poittevin de La Croix naît le 23 mars 1815 à Anvers. Sa mère, Marie-Thérèse de Visser (1784-1844), est la fille d’un bourgmestre d’Anvers au pouvoir lors de l’annexion française de 1794. Son père, Anne-Louis Joseph Le Poittevin de La Croix, est le fils de Louis-Antoine Le Poittevin de La Croix (1753-1839), receveur des fermes à Paris sous l’Ancien Régime puis receveur des douanes d’Anvers sous l’Empire.
Élève au collège de Juilly, il intègre l’École militaire de Saint-Cyr en 1832, puis l’École d'état-major en 1834. Affecté en 1837 au 63e régiment d'infanterie, il est stationné une première fois en Algérie entre 1837 et 1839,. Le 6 décembre 1840, en garnison à Paris, il est promu capitaine. Le 28 mai 1841, Poittevin de La Croix rejoint le régiment des zouaves et rembarque pour l’Afrique.
Le général Bugeaud, nommé gouverneur général de l'Algérie par Adolphe Thiers (alors ministre de Louis-Philippe Ier), mène à partir de 1841 une politique de la terre brûlée et des « enfumades » face aux tribus n’ayant pas fait acte de soumission. L’émir Abdelkader se rend en 1847.
Le capitaine de la Croix participe pendant ces années à plusieurs affrontements. Il se distingue lors du siège de l’oasis de Zaatcha, le 26 novembre 1849. Éraflé à la tête par un coup de feu, il fait exploser un mur de la maison ou s’est retranché le meneur de la révolte,,, Bouziane, un cheikh reconnu par ses partisans comme le Mahdi. Les Français massacrent les 1 500 habitants de l’oasis et décapitent Bouziane et son fils de quinze ans.
Conservés à Paris comme trophées, leurs crânes sont restitués à la république algérienne par le président Macron en juillet 2020.

### États de service en Algérie
- 16 janvier 1850 : chef de bataillon au 75e régiment d’infanterie.
- 30 décembre 1852 : transféré au 2e bataillon d’infanterie légère d'Afrique.
- 10 octobre 1855 : lieutenant-colonel au 68e régiment d'infanterie.
- 7 novembre 1856 : transféré au 2e régiment de tirailleurs algériens.
- 17 mars 1858 : colonel au 3e régiment de tirailleurs algériens.
- 24 août 1860 : cité à l'ordre général de l'armée d'Algérie pour avoir assuré le succès de deux engagements dans les ravins de Beni Mimoun, pendant l’expédition de la Kabylie orientale.
- 20 octobre 1864 : général de brigade.
- 7 janvier 1865 : commandant de la subdivision de Bône[7].

### Général dans la garde impériale
Le 27 octobre 1866, il est nommé général de la 2e brigade des grenadiers de la garde impériale de Napoléon III.
Au déclenchement de la guerre franco-prussienne, en juillet 1870, la garde impériale est placée sous le commandement du général Bourbaki et incorporée à l’Armée du Rhin. Après la bataille de Gravelotte du 18 août (durant laquelle la monture du général de la Croix-Vaubois est tuée,,), les Français vaincus s’enferment dans Metz. Commandée par Napoléon III, l’Armée de Châlons tente de porter secours aux assiégés, mais elle capitule le 2 septembre, au lendemain de la bataille de Sedan. Le maréchal Bazaine, privé de renforts, décide de livrer la place forte de Metz aux Allemands le 28 octobre. 140 000 Français sont capturés.
Libéré après l'armistice, La Croix-Vaubois est nommé à la tête d’une brigade de l’Armée de Paris le 31 mars 1871. Trois semaines plus tard, il est élevé au rang de général de division et prend le commandement de la 22e d'infanterie à Grenoble.

### Dernières années
Le 22 juin 1871, il est envoyé une dernière fois en Algérie, où il commande la division de Constantine pendant la répression de la révolte de Mokrani contre la colonisation française,,. La province de Constantine lui offre une épée d'honneur.
Depuis l’Algérie, il fait parvenir plusieurs chameaux au Jardin d’acclimatation et des lions de l’Atlas au Jardin des plantes.
Il rentre en France en 1873 et prend le commandement de la 21e division d'infanterie. En 1876, il présente sa candidature au Sénat pour la circonscription de Constantine. Il obtient 35% des suffrages, étant devancé par Marcel Jacques Lucet.
Élevé à la dignité de grand-croix de la Légion d'honneur le 3 février 1880, il prend sa retraite le 22 août de cette même année.
Le général de la Croix-Vaubois meurt le 5 février 1889 à Paris, dans son appartement du 33 quai Voltaire, des suites d’un accident vasculaire cérébral,,. Après des obsèques en l’église Saint-Thomas-d’Aquin, son corps est inhumé à Bruch (Lot-et-Garonne), où il possédait un château,.
Il avait épousé à l’été 1850 sa cousine Marie-Françoise, petite-fille du comte de Vaubois. Par décret du 17 avril 1869, il avait été autorisé à porter le nom de Vaubois, puis par décision du conseil du sceau des titres du 1er août 1870 à relever le titre du comte de Vaubois.

## Décorations
- Grand-croix de la Légion d'honneur (3 février 1880), remise à Nantes le 27 février 1880 par le général de division de Cissey
  - Grand officier le 22 mars 1872, remise à Alger le 10 juillet 1872 par le vice-amiral comte de Gueydon, gouverneur général de l'Algérie
  - Commandeur le 15 août 1860
  - Officier le 15 octobre 1852
  - Chevalier le 14 juillet 1844
- Grand-croix de l’Ordre de Saint-Stanislas[1]
- Commandeur de l’Ordre impérial de Léopold
- Commandeur de l’Ordre de Saint-Grégoire-le-Grand[7] (1862)
- Grand-officier de Saint Avis du Portugal
- Ordre du Médjidié
- Nichan Iftikhar (1869)

### Sources contemporaines
- « Prise de Zaatcha (1849) par le général Le Poittevin de La Croix » in Carnet de la sabretache, n° 136, 1903, pp. 334-340. Lire en ligne..
- « Souvenirs du général de division Le Poittevin de La Croix, comte de Vaubois » in Carnet de la sabretache, 1908. Lire en ligne..
- « Nécrologie : le général de division Le Poittevin de La Croix » in La revue du cercle militaire, 24 février 1889, p. 177. Lire en ligne.

### Sources modernes
- Michel Wattel et Béatrice Wattel (préf. André Damien), Les Grand’Croix de la Légion d’honneur : De 1805 à nos jours, titulaires français et étrangers, Paris, Archives et Culture, 2009 (ISBN 978-2-35077-135-9), p. 260.